# Ptiliola brevicollis
Ptiliola brevicollis är en skalbaggsart som först beskrevs av Matthews 1860.  Ptiliola brevicollis ingår i släktet Ptiliola, och familjen fjädervingar. Arten är reproducerande i Sverige.